# 鳥澤站
鳥澤站（日语：／ Torisawa eki */?）是東日本旅客鐵道（JR東日本）中央本線的鐵路車站，位於日本山梨縣大月市富濱町鳥澤。

## 歷史
- 1902年（明治35年）6月1日：開業，為鐵道省的一個車站[1]。
- 1949年（昭和24年）6月1日：成為日本國有鐵道的一個車站。
- 1960年（昭和35年）4月20日：貨運業務停止辦理。
- 1987年（昭和62年）4月1日：國鐵分割民營化，成為東日本旅客鐵道的一個車站。
- 2001年（平成13年）11月18日：本站可以使用Suica。
- 2009年（平成21年）5月31日：取消綠窗口。
- 2015年（平成27年）12月1日：變為招呼站。

## 車站結構
島式月台1面2線的地面車站，設有自動售票機。

### 月台配置
| 股道 | 路線     | 方向 | 目的地                 |
| ---- | -------- | ---- | ---------------------- |
| 1    | 中央本線 | 下行 | 大月、甲府、松本方面   |
| 2    | 中央本線 | 上行 | 八王子、立川、新宿方面 |

（來源：JR東日本:車站構內圖 （页面存档备份，存于））

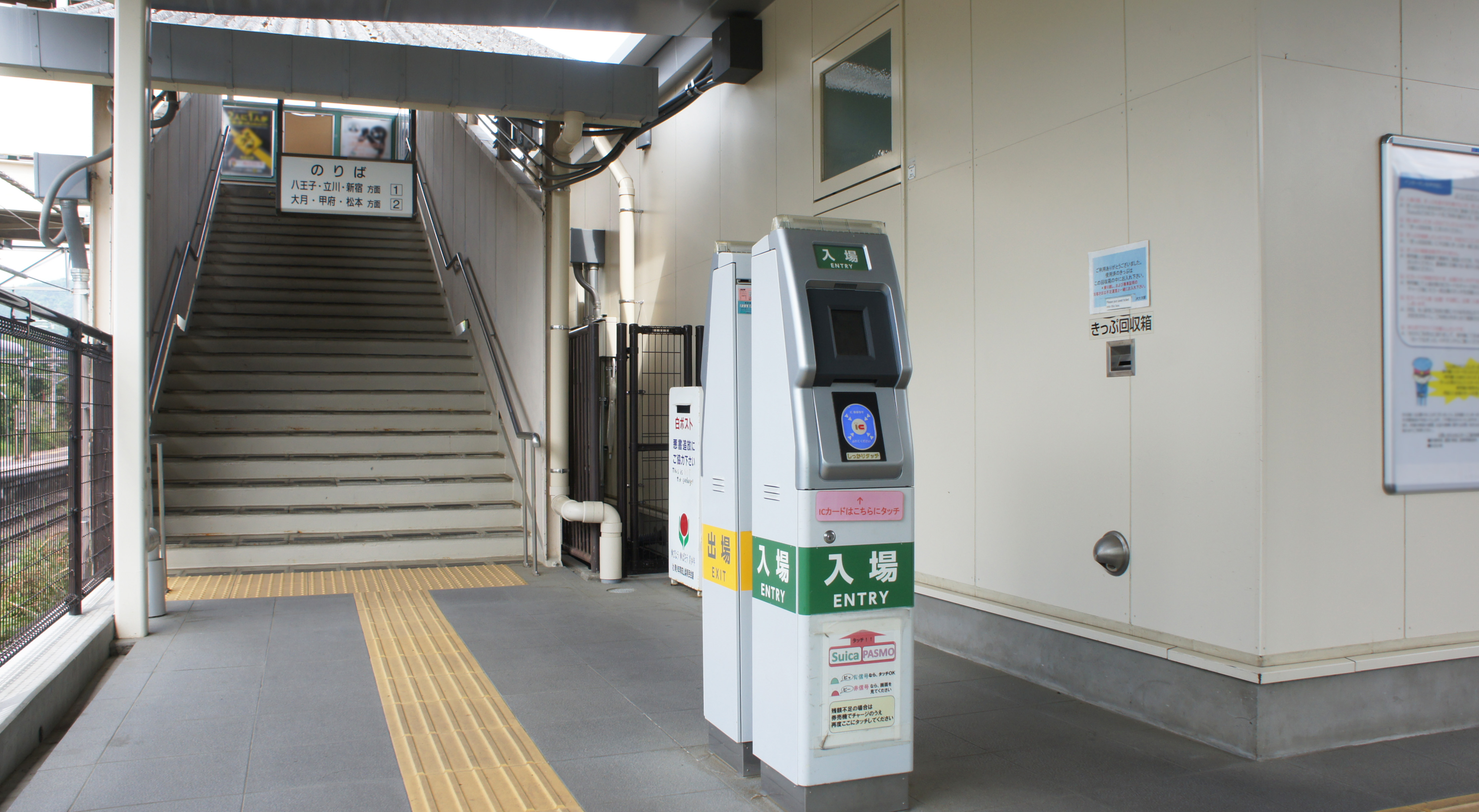
閘口（2021年5月）
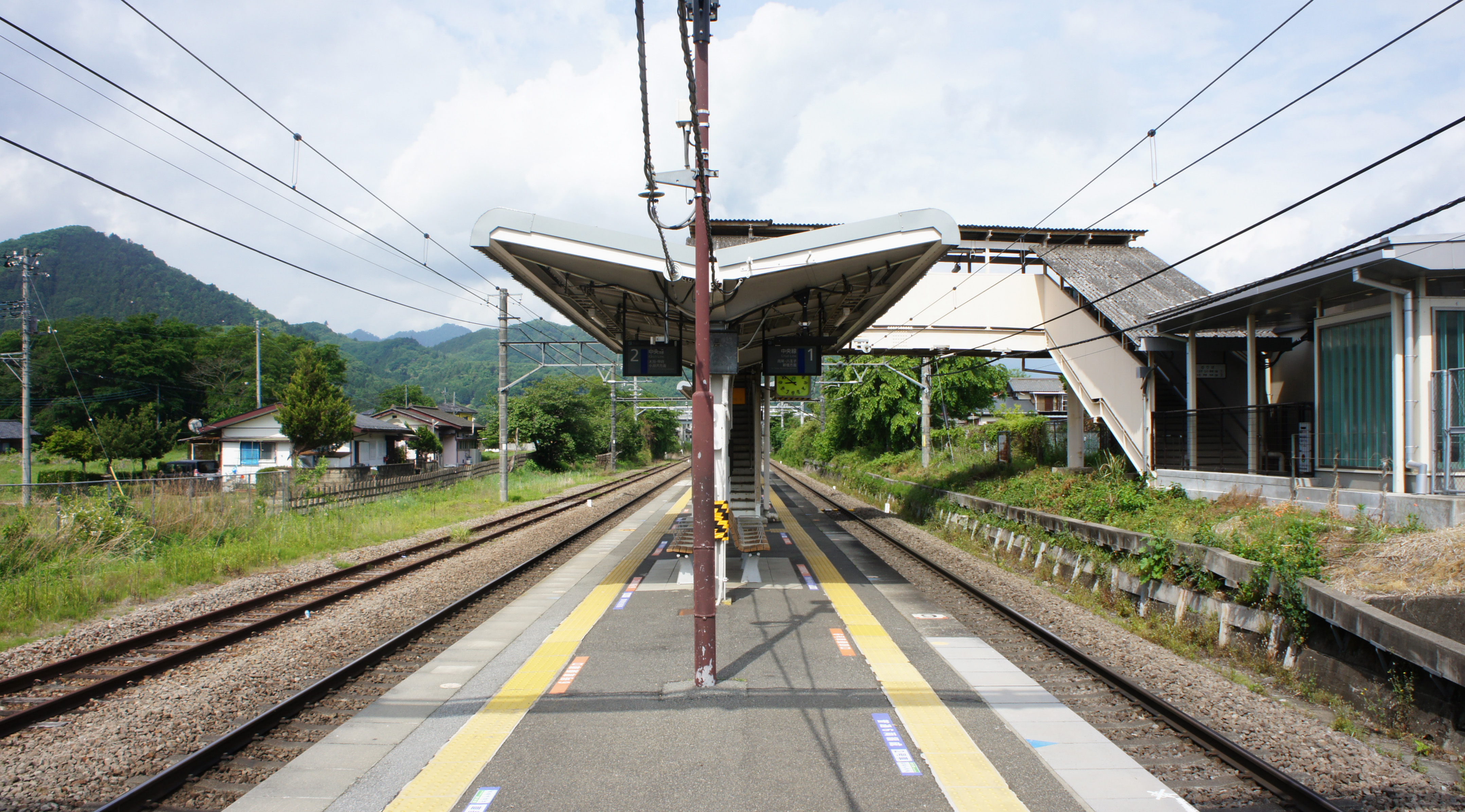
月台（2021年5月）

## 使用情況
根據JR東日本，2000年度（平成12年度）－2014年度（平成26年度）1日平均上車人次推移如下表。
| 上車人次推移       | 上車人次推移     | 上車人次推移    |
| 年度               | 1日平均 上車人次 | 來源            |
| ------------------ | ---------------- | --------------- |
| 2000年（平成12年） | 1,269            | [ 利用客数 1 ]  |
| 2001年（平成13年） | 1,220            | [ 利用客数 2 ]  |
| 2002年（平成14年） | 1,191            | [ 利用客数 3 ]  |
| 2003年（平成15年） | 1,182            | [ 利用客数 4 ]  |
| 2004年（平成16年） | 1,170            | [ 利用客数 5 ]  |
| 2005年（平成17年） | 1,133            | [ 利用客数 6 ]  |
| 2006年（平成18年） | 1,101            | [ 利用客数 7 ]  |
| 2007年（平成19年） | 1,082            | [ 利用客数 8 ]  |
| 2008年（平成20年） | 1,059            | [ 利用客数 9 ]  |
| 2009年（平成21年） | 1,008            | [ 利用客数 10 ] |
| 2010年（平成22年） | 967              | [ 利用客数 11 ] |
| 2011年（平成23年） | 944              | [ 利用客数 12 ] |
| 2012年（平成24年） | 926              | [ 利用客数 13 ] |
| 2013年（平成25年） | 904              | [ 利用客数 14 ] |
| 2014年（平成26年） | 871              | [ 利用客数 15 ] |

## 车站周边
- 国道20号
- 大月市民綜合體育館
- 鳥澤郵政局
- 扇山登山口

## 相鄰車站
東日本旅客鐵道（JR東日本）
  中央本線
■通勤特快（只限上行）、■中央特快、■通勤快速（只限下行）、■快速、■普通
梁川（JC 29）－鳥澤（JC 30）－猿橋（JC 31）

### 使用情況
1. ↑  . 東日本旅客鉄道.   [2019-04-21]. （原始内容存档于2019-03-27）.
2. ↑  . 東日本旅客鉄道.   [2019-04-21]. （原始内容存档于2019-03-27）.
3. ↑  . 東日本旅客鉄道.   [2019-04-21]. （原始内容存档于2019-03-27）.
4. ↑  . 東日本旅客鉄道.   [2019-04-21]. （原始内容存档于2019-03-27）.
5. ↑  . 東日本旅客鉄道.   [2019-04-21]. （原始内容存档于2019-03-27）.
6. ↑  . 東日本旅客鉄道.   [2019-04-21]. （原始内容存档于2019-03-27）.
7. ↑  . 東日本旅客鉄道.   [2019-04-21]. （原始内容存档于2019-03-27）.
8. ↑  . 東日本旅客鉄道.   [2019-04-21]. （原始内容存档于2019-04-02）.
9. ↑  . 東日本旅客鉄道.   [2019-04-21]. （原始内容存档于2019-03-27）.
10. ↑  . 東日本旅客鉄道.   [2019-04-21]. （原始内容存档于2019-03-27）.
11. ↑  . 東日本旅客鉄道.   [2019-04-21]. （原始内容存档于2019-03-27）.
12. ↑  . 東日本旅客鉄道.   [2019-04-21]. （原始内容存档于2019-03-27）.
13. ↑  . 東日本旅客鉄道.   [2019-04-21]. （原始内容存档于2019-03-27）.
14. ↑  . 東日本旅客鉄道.   [2019-04-21]. （原始内容存档于2016-04-04）.
15. ↑  . 東日本旅客鉄道.   [2019-04-21]. （原始内容存档于2019-03-27）.

## 外部連結
- 車站資訊（鳥澤）：東日本旅客鐵道